# Великанов, Павел Иванович
Па́вел Ива́нович Велика́нов (род. 20 августа 1971, Алма-Ата) — российский религиозный деятель и богослов. Священнослужитель Русской православной церкви, протоиерей. Кандидат богословия, доцент Московской духовной академии. Главный редактор научного-богословского портала «Богослов.Ru» (2007—2021).

## Биография
Родился 20 августа 1971 года в Алма-Ате. Отец — профессор, доктор медицинских наук; мать — преподаватель, кандидат химических наук.
В 1988 году окончил с медалью школу № 2 города Кисловодска с углублённым изучением английского языка.
В 1990 году поступил в Московскую духовную семинарию (МДС), которую окончил в 1994 году, и в том же году поступил в Московскую духовную академию (МДА).
В 1998 году окончил академию со степенью кандидата богословия, защитив кандидатскую диссертацию на тему: «Православная оценка влияния технократической цивилизации на внутренний мир современного человека».
15 марта 1997 года был рукоположён в сан диакона, а 21 сентября 1997 года — в сан пресвитера.
С 1998 года является преподавателем основного богословия в МДС.
С 1999 по 2002 год — преподаватель основного богословия в Сретенской духовной семинарии.
С 1999 по 2001 год — преподаватель основного богословия на факультете образования военнослужащих Православного Свято-Тихоновского Богословского Института.
С 1999 по 2003 год — художественный консультант художественно-производственного предприятия Русской православной церкви «Софрино».
С 2001 по 2002 год — преподаватель истории русской религиозной мысли в МДА и МДС.
С 2003 года — секретарь учёного совета МДАиС.
18 октября 2005 года «за усердные труды на ниве духовного просвещения» архиепископом Верейским Евгением (Решентниковым) возведён в сан протоиерея.
С 2005 года — автор еженедельной передачи «Религиозная энциклопедия» на «Радио России» (цикл «Мир. Человек. Слово»), а также участник «Пастырских бесед».
С 2005 года — доцент МДА.
В апреле 2007 года назначен главным редактором научного богословского портала «Богослов.Ru».
С августа 2009 года — руководитель совместного образовательного интернет-проекта «Радио России» и портала «Богослов. Ru» «Мир. Человек. Слово».
27 июня 2009 года решением Священного синода включён в состав Межсоборного присутствия (комиссия по вопросам духовного образования и религиозного просвещения, комиссия по вопросам богословия, комиссия по вопросам организации церковной миссии, комиссия по вопросам информационной деятельности Церкви и отношений со СМИ — секретарь комиссии). Член информационной группы Межсоборного присутствия.
С ноября 2009 года — член экспертного совета Синодального отдела по религиозному образованию и катехизации.
С 9 июня 2010 по январь 2013 года — проректор по научно-богословской работе МДА. С 2010 по 2013 год был председателем научно-методического совета МДА.
С 2011 года — член объединённого экспертного совета фонда «Православная инициатива».
С 2011 года — член экспертного совета издательского совета Московской патриархии.
В апреле 2013 года указом патриарха Кирилла назначен настоятелем Пятницкого подворья при Свято-Троицкой Сергиевой лавре в Сергиевом Посаде.
С 2013 года является членом коллегии по научно-богословскому рецензированию и экспертной оценке.
С 2013 года — автор программ «Радио Вера» «Евангелие дня», «Частное мнение».
С 2014 года преподает курс «Современные вызовы христианской вере» на магистратуре МДА.
С 27 декабря 2018 года по октябрь 2020 года — заведующий кафедрой богословия МДА.
С ноября 2019 года по сентябрь 2020 года — первый проректор Сретенской духовной семинарии.
С декабря 2020 года — и. о. настоятеля храма Покрова Пресвятой Богородицы на Городне.
В августе 2021 в связи с окончанием срока договора освобождён от работы в Сретенской духовной семинарии.
С 2021 года — доцент МГППУ.
В 2022 году окончил магистерскую программу "Педагогика и психология дополнительного образования" факультета Социальной коммуникации МГППУ.
Владеет английским и новогреческим языками.
Отец четверых детей.

## Взгляды
Взгляды Великанова отличает стремление к рефлексии о христианстве в пространстве современной культуры. Например, в одном из докладов он исследовал феномен токсической религиозности, оперируя современными терминами из психологии внутри самого богословия. Протоиерей Павел Великанов обращается к следующим темам и проблемам: психология, семейная жизнь, богословие диалога, невротическая религиозность, недовоцерковленность, психологический кризис и вера, медиа в жизни человека и др.
Автор различных проектов. В 2007 году он открыл научно-богословский портал «Богослов.ру». Главной целью этого проекта стала консолидация творческих богословских сил в рамках исследовательских и образовательных проектов портала. Проект «Богослов.ру» действует до настоящего времени. В 2010 году при Московской Духовной Академии открывается киностудия «Богослов», с помощью которой популяризировались богословские знания. Впоследствии в рамках киностудии «Богослов» протоиерей Павел Великанов запустил проект «Лица Академии», представлявший собой серию интервью с высшим преподавательским составом Московской духовной академии.
Проект протоиерея Павла Великанова «Академия веры» предоставлял возможность любому пользователю интернета в систематическом порядке ознакомиться с христианским вероучением.
Помимо проектов, связанных с популяризацией богословия и научной деятельностью, протоиерей Павел Великанов создаёт социальный проект — центр созидательного досуга «Русский дворец интересов» (2016 г).
В настоящее время протоиерей Павел Великанов является спикером клуба «Резонанс», который представляет собой пространство, где в игровой форме проводятся различные интенсивы, посвящённые важнейшим аспектам христианской жизни.
Протоиерей Павел Великанов является также автором сборника художественных рассказов «Самый главный господин», которые можно отнести к жанру автофикшн. Постоянный автор богословских комментариев к богослужебным текстам Священного Писания на «Радио Вера».

## Награды
- 1998 — набедренник, камилавка
- 2001 — наперсный крест
- 2007 — орден преподобного Сергия Радонежского III степени
- 2010 — палица
- 2015 — наперсный крест с украшениями[3]
- 2021 — орден святителя Макария Московского III степени Архивная копия от 8 ноября 2021 на Wayback Machine
- 2021 — специальный приз Председателя отдела по взаимоотношениям Церкви с обществом и СМИ за успехи в просветительской деятельности в медиапространстве Архивная копия от 8 ноября 2021 на Wayback Machine
- 2023 — право служения Божественной Литургии с открытыми Царскими вратами до «Херувимской»[источник не указан 804 дня].

## Публикации
Книги
- Православная оценка влияния технократической цивилизации на внутренний мир современного человека. Машинопись. — Сергиев Посад: Московская Духовная Академия, 1998 г. — 259, XIV с.
- Аксиомы веры. — М.: Рестарт. 2011. — 311 с. (в соавторстве)
- Простые ответы на вечные вопросы (в соавторстве). — М.: Даръ. 2011. — 464 с.
- Школа веры. Сергиев Посад: Центр информационных технологий Московской духовной академии. 2012. — 272 с. Тираж 100 000 экз.
- Я в поисках смысла. — М.: «Никея», 2015, — 224 с.
- О том, чего «не может быть». Разговор о чуде в нашей жизни (в соавторстве). — М.: «Никея», 2015. — 144 с.
- Несколько слов к Рождеству Христову (в соавторстве). — М.: «Никея», 2015. — 48 с. — 10000 экз.
- Самый Главный Господин. Рассказы — М.: Никея, 2018. — 224 с. — 4000 экз.
- Евангелие Великого Поста. Вместе с современными отцами (в соавторстве). — М.: «Никея», 2018. — 208 с. — 4000 экз.
- В поисках любви. Беседы о браке и семейной жизни (в соавторстве). — М.: «Сретенский монастырь», 2020. — 304 с. — 5000 экз.
- Академия веры. 40 мини-курсов о православной вере для тех, кто хочет верить осознанно. — М.: «Никея», 2021. — 368 с. — 3000 экз.
- Загадки Бога. Ответы на самые неудобные вопросы о Творце Вселенной. — М.: «ЭКСМО», 2021. — 288 с. — 5000 экз. (в соавторстве)

### Статьи
1. Православная оценка влияния технократической цивилизации на внутренний мир современного человека / Машинопись. — Сергиев Посад: Московская Духовная Академия, 1998 г. — 259, XIV с.
2. О человеческой природе Господа нашего Иисуса Христа (Доклад на конференции «Вопросы христологии», 1999 г., МДА
3. О взглядах священника Павла Флоренского на принципы государственного и общественного устройства России (Доклад на совместной научной конференции МДА и МГУ.
4. Наркокультура как разновидность псевдорелигиозности Архивная копия от 27 января 2018 на Wayback Machine (Сергиев Посад, 2003 г.).
5. Царство Небесное или Небесный супермаркет? // Психотехнологии в бизнесе и политике, 03.2004.
6. Религиозное и светское образование: основные отличия (Научно-практическая конференция «Вопросы духовной безопасности Сахалинской области», (февраль 2004 г.)).
7. Благотворительность в традициях русского народа. (Семинар "Малый бизнес и благотворительность, Торгово-Промышленная Палата, март 2004 г.)
8. Роль православной Церкви в национально-освободительном движении в Греции XVIII—XIX в. (Старый Оскол, конференция «Православие и патриотическое воспитание молодежи», 3-7 апреля 2005 г.); Православный взгляд на техногенный мир (Педагогический институт, Старый Оскол); Религия в её историческом развитии (Московский Институт стали и сплавов).
9. Верую, Господи, и исповедую // Встреча, 2006, № 2 .
10. Россия и Китай: перспективы культурного диалога цивилизаций // Материалы международной конференции «Христианство на Дальнем Востоке», Хабаровск, 2006.
11. Парадоксы любви (Доклад на международной конференции «Миссия Церкви в современном мире», Италия, Рим, 2007.
12. Православный интернет: преодолеть барьер между клиром и миром Архивная копия от 16 апреля 2016 на Wayback Machine (Конференция ИТАР-Тасс «10 лет РУНЕТУ», фрагментарно опубликован.
13. Информационные технологии в духовном образовании (Доклад на секции XV Рождественских Чтений).
14. Научный богословский портал «Богослов.Ru» (Доклад на секции XV Рождественских Чтений).
15. Атака церковных клонов, или о христианизации популярных интернет-брендов. (Доклад на интернет-секции XVI Рождественских Чтений.
16. Духовное образование в России: история и перспективы (Доклад в рамках Dies Academicus, Швейцария, Фрибург, ноябрь, 2008)
17. Рецензия на: Труды Киевской Духовной Академии (Труди Київської Духовної Академії). № 9. Киев, 2008. 414 с. // Богослов.Ru
18. Семья как малая Церковь в эпоху постмодерна // Дашковские чтения, 2008 г.
19. Από τη «μικρή Εκκλησία» στην ελεύθερη παλλακεία: Θεολογία του Αποστόλου Παύλου και η εποχή του μεταμοντέρνου (доклад на международной конференции «Павлиа», Греция, Верия, 2009 г., режим доступа ).
20. Два года деятельности портала «Богослов.Ru»: находки и ошибки (декабрь, 2009).
21. Поместный Собор: вопросы и ответы // Патриарх и Собор. Архиерейский и Поместный Соборы Русской Православной Церкви 2009 г. Сборник документов и научных материалов. М., 2010.
22. Опыт взаимодействия светской и церковной образовательных сфер в рамках информационных проектов Учебного комитета (Доклад на пленарном заседании XVIII Рождественских Чтений)
23. Об основных понятиях Православия Архивная копия от 22 апреля 2016 на Wayback Machine // Славянка, октябрь-ноябрь, 2009.
24. Тело для здорового духа // Православие и современность, № 14, 2010.
25. Постхристианство: греческий синдром // Фома, № 8/88, 2010.
26. От христианства ждут подлинности… которой в эпоху интернета так не хватает // Фома, № 2/106, 2012
27. Мир меняют не люди, а идеи Архивная копия от 20 апреля 2016 на Wayback Machine // Православие и мир
28. Процесс церковного управления переходи на новый уровень Архивная копия от 20 апреля 2016 на Wayback Machine // Православие и мир
29. Опыт интернет-обсуждения документов Межсоборного присутствия (Доклад на XVI Международных образовательных Рождественских чтениях) // Журнал Московской Патриархии, № 3, 2012.
30. Церковь и современная культура: от конфронтации к диалогу. // Официальный сайт Московской духовной академии
31. Великий Пост: без гарантий Архивная копия от 20 апреля 2016 на Wayback Machine // Православие и мир
32. Грехи большие и маленькие — что хуже? Архивная копия от 21 сентября 2015 на Wayback Machine // Православие и мир
33. Обсуждение документов Межсоборного Присутствия на портале «Богослов.Ru», или апология нежесткой модерации (доклад на Международном фестивале православных СМИ «Вера и Слово», 2012.

Колумнистика (колонка главного редактора на «Богослов.Ru»)
1. Металлом по стеклу
2. В Новом году — всё по-новому
3. Перемены переменам рознь
4. Жизнь 2.0, или люди, которыми играют игры
5. Преодолевая декларативность: от слов к делам
6. Лики истории
7. В Неделю о Страшном Суде, или зачем неумелой хозяйке плохая соседка
8. Пост! — Модерн?
9. Реквием по «вечно-бабьему»
10. Если голова стеклянная, нечего ею в дверь стучаться, или о богословии победы
11. Не плачь о неучёном, об учёном плачь…
12. Информационный морок
13. Христос Воскресе!
14. Когда закрывают уши, чтобы не слышать
15. Мешая пепел со слезами…
16. Сим победиши!…
17. День рождения Церкви
18. Постхристианство: греческий синдром
19. Враг у святых врат, или тест на маргинальность
20. Минимум определения православности — ?
21. Своевременные размышления
22. О бедном священнике молвите слово…
23. Здесь хозяин — Преподобный
24. Разум в Церкви: реальное присутствие
25. Должностная инструкция истинно-священника (*ДСП)
26. О сильной и слабой Церкви
27. О радостях и горестях духовной школы сегодня
28. О чём я не сказал Президенту, или Город без головы
29. Иди туда, не знаю, куда, или есть ли выход из лабиринта Рождественских чтений?
30. Великопостные размышления
31. Пасха Христова: «Управзднитесь и разумейте, яко Аз есмь Бог!»
32. Куда податься бедному студенту, или нужны ли Церкви молодые учёные-богословы?
33. Алаверди, или несколько впечатлений о грузинском православии
34. Сила в немощи
35. На богомолье. Совсем не по Шмелеву.
36. Парадоксы церковного воспитания.

Научные статьи
- Апологетика // Православная энциклопедия. — М., 2001. — Т. III : Анфимий — Афанасий. — С. 75—91. — 40 000 экз. — ISBN 5-89572-008-0. (в соавторсве с А. И. Осиповым)
- Добродетель рассудительности (диакрисис) и мистический опыт.. В сборнике: Психическое здоровье и религиозный мистический опыт. Материалы международной конференции. отв. ред.: Г. И. Копейко, О. А. Борисова. Санкт-Петербург, 2020. С. 39-47.	2020
- Великанов П., Чернов В. В. Евхаристия в условиях карантина: опыт англиканских церквей // Богословский вестник. 2020. № 2 (37). С. 107—122.	2020
- Частная исповедь в Церкви Англии:

исторические, литургические и канонические аспекты //Вестник ПСТГУ. Серия I: Богословие. Философия. Религиоведение. 2020. Вып. 91.	2020
- Духовное окормление и феномен невротической религиозности// Вопросы богословия, № 4, Сергиев Посад, 2020.	2020
- Психология в духовном образовании и церковной практике Церкви Англии // Богословский вестник. 2020. № 4 (39).	2020
- Рецензия на: Труды Киевской Духовной Академии [Труди Київської Духовної Академії]. № 9. Киев, 2008. 414 с., режим доступа).	2008

Доклады
- О человеческой природе Господа нашего Иисуса Христа (Доклад на конференции «Вопросы христологии», 1999 г., МДА, режим доступа http://www.teolog.ru/lib/t2.php?pid=76 Архивная копия от 26 марта 2005 на Wayback Machine).	1999
- Религиозное и светское образование: основные отличия: Материалы научно-практической конференции «Вопросы духовной безопасности Сахалинской области», Южно-Сахалинск, 10 — 11 февраля 2004 г. — Южно-Сахалинск, 2004.	2004
- Благотворительность в традициях русского народа. (Семинар "Малый бизнес и благотворительность, Торгово-Промышленная Палата, март 2004 г.)	2004
- Православный интернет: преодолеть барьер между клиром и миром. Конференция ИТАР-Тасс «10 лет РУНЕТУ», фрагментарно опубликован. 2004	2004
- Роль православной Церкви в национально-освободительном движении в Греции XVIII—XIX в.: Материалы конференции «Православие и патриотическое воспитание молодежи», Старый Оскол, 3-7 апреля 2005 г. — Старый Оскол, 2005.	2005
- О взглядах свящ. Павла Флоренского на принципы государственного и общественного устройства России // Московская Православная Духовная Академия: Официальный сайт. 2006. 07 декабря. URL: http://www.mpda.ru/site_pub/82484.html Архивная копия от 20 апреля 2016 на Wayback Machine.	2006
- Парадоксы любви: Материалы международной конференции «Миссия Церкви в современном мире», Рим, Италия, 2007.	2007
- Информационные технологии в духовном образовании. Доклад на секции XV Рождественских Чтений. 2007	2007
- Духовное образование в России: история и перспективы (Доклад в рамках Dies Academicus, Швейцария, Фрибург, ноябрь, 2008)	2008
- Семья как малая Церковь в эпоху постмодерна. Дашковские чтения, 2008 г.	2008
- Από τη «μικρή Εκκλησία» στην ελεύθερη παλλακεία: Θεολογία του Αποστόλου Παύλου και η εποχή του μεταμοντέρνου// Επιστημονικού Συνεδρίου "Η οικογένεια Παύλεια θεολογία καί σύγχρονη θεώρηση (25 — 28 Ιουλίου, 2009) Βέροια, 2009.	2009
- Атака церковных клонов, или о христианизации популярных интернет-брендов. (Доклад на интернет-секции XVI Рождественских Чтений, режим доступаhttp://www.orthonet.ru/2009/velikanov.htm Архивная копия от 7 сентября 2011 на Wayback Machine).	2009
- Два года деятельности портала «Богослов.Ru»: находки и ошибки. Круглый стол «Информационные технологии в духовном образовании: портал „Богослов.Ru“ и проблемы консолидации богословского научного сообщества». 2009, 11 декабря	2009
- Обсуждение документов Межсоборного присутствия РПЦ на портале «Богослов.Ru»: подводные камни дискуссий, или апология нежёсткой модерации // Доклад на V международном фестивале православных СМИ «Вера и Слово». 29 октября 2012 г.	2012
- Опыт интернет-обсуждения документов Межсоборного присутствия (Доклад на XVI Международных образовательных Рождественских чтениях) // Журнал Московской Патриархии, № 3, 2012.	2012
- The Experience of «Churching» in Orthodox Christianity, Academic conference «The Brightest Luminary of the Russian Land»: The Life and Legacy of Saint Sergius of Radonezh. 12.10.2015, Holy Trinity Orthodox Seminary,	2015
- Общецерковная дискуссия на интернет-площадке: успех или разочарование?	2015
- Воцерковление и расцерковление: взгляд изнутри системы духовного образования // Духовные школы на рубеже эпох. Материалы научно-богословской конференции. Курск, 2017.	2017
- Бог: «Контролирующий Родитель» или Любящий Отец?// Доклад на Торжественном акте МДА, 14 октября 2018 г. опубликовано:	2018
- Новозаветное отцовство: зачем Богу плохие дети // Доклад на научно-практической конференции, Амстердам, 2018 г.	2018
- «Только на крючке страдания выуживается любовь» (С. Фудель) //Сборник материалов международной научно-практической конференции «Любовь как педагогика», Таллин, 5-6 мая 2017. Таллин, 2018.	2018
- Юродство: опыт раскрытия симулякров религиозности // Доклад на ХI международной научно-богословской конференции «Актуальные вопросы современного богословия и церковной науки» в Санкт-Петербургской духовной академии (Сборник в процессе издания).	2019
- Зачем Богу плохие дети? // Сборник докладов. Педагогическая научно-практическая конференция. Петропавловск-Камчатский, 2019.	2019
- Духовное окормление и феномен токсичной религиозности // Всероссийская Покровская академическая научная богословская конференция «Современное православное духовничество». Сергиев Посад. МДА. 16 октября 2019 г.	2019
- The anthropological aspect of folly for Christ // The Annual Conference of the Diocese of Sourozh, «Fools for Christ and the Way of Salvation» May 31 — June 1, 2019, London (Сборник в процессе издания).	2019
- Современная критика русской церкви и феномен токсической религиозности// Доклад на VIII Всероссийской научно-богословской конференции «Церковь. Богословие. История», посвященная 135-летию Екатеринбургской епархии (6-9 февраля 2020), Екатеринбург	2020

Интервью
- Поместный Собор: вопросы и ответы // Патриарх и Собор. Архиерейский и Поместный Соборы Русской Православной Церкви 2009 г. Сборник документов и научных материалов. М., 2010.	2010
- Об основных понятиях Православия. Сетевой миссионерско-просветительский журнал «По ком звонит колокол». 2010	2010
- Тело для здорового духа. Православие и современность, Информационно-аналитический портал Саратовской епархии, № 14, 2010	2010
- Наша задача — воспитать гармоничную, целостную, любящую Бога и Церковь личность // Татьянин День, 19 октября 2011
- От христианства ждут подлинности… которой в эпоху интернета так не хватает // Фома. 2012. — № 2 (106)
- Церковь и современная культура: от конфронтации к диалогу. Пресс-служба Московской Духовной Академии / Богослов.Ru	2012
- Грехи большие и маленькие — что хуже? Православие и мир. 2012, 30 марта	2012
- Великий Пост: без гарантий. Православие и мир. 2011, 8 октября	2013
- Love is… или Как полюбить ближнего, чтобы не сделать ему только хуже	2015
- Где найти рецепт покаяния? — разговор со священником	2018
- Не нужно бояться боли и кризиса веры. Интервью: snob.ru. 3 апреля 2019. Катя Капранова. Протоиерей Павел Великанов.	2019
- Что может помочь подросткам преодолеть кризис веры?	2019
- Протоиерей Павел Великанов о болезни новой духовной капитализации. Что такое приходская община? Как воспитывать в верующих ответственность за свой приход? Насколько в приходских общинах важна личность священника? Размышляет протоиерей Павел Великанов.	2014
- Школа веры. Почему Бог не останавливает то или иное беззаконие, почему Бог не вмешивается активно в человеческую жизнь. В передаче Беседы с батюшкой на телеканале Союз на вопросы телезрителей отвечает протоиерей Павел Великанов	2012
- Недовоцерковленность. Как не застрять в ритуальном благочестии. Грозит ли нам кризис религиозной жизни, о просветительском проекте «Академия веры» и судьбе портала «Богослов. RU» — протоиерей Павел Великанов.	2019
- Современное общество: материальное стало выше духовного. В эфире телеканала «Вести» проректор Московской духовной академии протоиерей Павел Великанов ответил на вопросы ведущего о месте духовного и материального в жизни человека.	2012
- Вера, надежда, любовь, прощение, терпение. Интервью в авторской программе Владимира Легойды «Парсуна» на канале «Спас». 12 августа 2018	2020
- «Диалог возможен только из позиции определённой открытости и даже уязвимости». Об особенностях церковной жизни во время охватившей мир пандемии — в интервью диакону Андрею Псареву. 21 мая 2020	2020

Публицистические статьи
- Постхристианство: греческий синдром. Фома, № 8/88, 2010	2010
- Мир меняют не люди, а идеи. Православие и мир. 2011	2011
- На богомолье. Совсем не по Шмелёву.	2012
- Покаяние нераскаянное? Православие и мир. 2013, 12 января	2013
- Неловкость памяти народной. Протоиерей Павел Великанов о почитании новомучеников	2013
- Надо ли быть несчастным? Протоиерей Павел Великанов о «неудобной» вере и Кресте Христовом	2013
- Литургия: общее дело или частный бизнес? Протоиерей Павел Великанов о реалиях музейных и жизненных	2013
- Из Поднебесной возвратясь… Китайские надежды протоиерея Павла Великанова	2013
- О священных кочерыжках. Протоиерей Павел Великанов о святынях и «святыньках»	2013
- Когда «просто христианство» совсем не просто	2013
- Что дает нам основание надеяться на то, что мы достойны Царства Небесного? Евангельское чтение литургии комментирует протоиерей Павел Великанов	2015
- Богатый юноша и нестандартный путь к совершенству. Нет предела совершенству смирения, нет границ для кротости, нет пределов для милосердия. Евангельское чтение на литургии комментирует протоиерей Павел Великанов.	2015
- Исцеление бесноватого лунатика: как воспитать в себе веру? Почему ученики Иисуса не смогли исцелить бесноватого отрока? Евангельское чтение на литургии комментирует протоиерей Павел Великанов.	2015
- Насыщение пятью хлебами: Чудо с оттенком грусти. Что чувствует Бог, исполняя наши прошения? Евангельское чтение на литургии комментирует протоиерей Павел Великанов.	2015
- Мы можем идти по волнам житейского моря, лишь глядя на Христа. Как научиться не бояться волн житейского моря? На эту тему евангельского чтения размышляет протоиерей Павел Великанов.	2015
- Пример апостола Петра — пасть, встать и смело идти за Христом. В день памяти святых апостолов Петра и Павла протоиерей Павел Великанов раскрывает через Евангелие удивительный и противоречивый образ апостола Петра.	2015
- Протоиерей Павел Великанов: Богу нужны не части нас, а мы сами целиком. В Неделю 1-ю по Пятидесятнице протоиерей Павел Великанов комментирует евангельское чтение: нужно ли возненавидеть близких для того, чтобы возлюбить Бога?	2015
- День рождения Любви. Евангельское чтение праздника Пятидесятницы комментирует протоиерей Павел Великанов	2015
- О Вознесении Господнем и благоговейном отношении к человеческому телу. О чтении на литургии Вознесения Господня — протоиерей Павел Великанов.	2015
- Не время расслабляться: Беседа о чуде у Овчей купели. Чему учит нас исцеление расслабленного? Евангельское чтение литургии комментирует протоиерей Павел Великанов.	2015
- Почему первые весть о воскресении Христовом узнают мироносицы? Протоиерей Павел Великанов о евангельском чтении.	2015
- Царство Божие там, где есть Христос. О пасхальном евангельском чтении — протоиерей Павел Великанов.	2015
- Пока мы не научимся прощать себя, мы не сможем прощать других	2016
- Великий Пяток. Цена свободы от греха. В авторской передаче Инны Орловой «Мелиса пчела» протоиерей Павел Великанов рассказывает о Страстной седмице и подготовке к Пасхе — день за днем.	2016
- Отлучили от причастия? И кому от этого стало лучше? Разговор об отлучении от причастия продолжает протоиерей Павел Великанов.	2016
- Великая Среда. Бог — не средство для реализации личных целей. В авторской передаче Инны Орловой «Мелиса пчела» протоиерей Павел Великанов рассказывает о Страстной седмице и подготовке к Пасхе — день за днем.	2016
- Как выбрать мужа? Ответ священника девушке, которая хочет выйти замуж раз и навсегда	2017
- Петров грех, или Почему вера не растет вместе с пивным животиком. Протоиерей Павел Великанов о сетевой полемике, проблемах церковной жизни и кризисе веры.	2017
- Что христиане называют чудесами? И можно ли просить их у Бога?	2018
- Как сделать так, чтобы дети выросли искренне верующими христианами?	2018
- Личные отношения с Богом. Как их построить?	2018
- Можно ли помочь нашим усопшим?	2018
- Царствие Небесное: Где оно находится и как туда попасть?	2018
- Активная фаза нового иконоборчества	2018
- Мир в яслях переворачивается. Рождество — это … напомнить себе и близким, в чём смысл праздника. ВЕЛИКАНОВ Павел, протоиерей, ЛЕГОЙДА Владимир	2018
- «Я молюсь и хожу в храм, но веры не чувствую. Что делать?»	2019
- В храме молится священник, а не я. Есть ли смысл ходить на службу? — отвечает протоиерей Павел Великанов	2019
- О том, что же может стоять за нашими мучительными тревогами, возможно ли с ними бороться и есть ли у Церкви «вакцина» от страха, «Фома» поговорил с протоиереем Павлом Великановым	2019
- Где искать смысл жизни человеку без семьи?	2019
- Размышления протоиерея Павла Великанова о глубинном христианском смысле творческой вершины Рублева — иконе Святой Троицы	2019
- Зачем нужна ежедневная молитва и как творить её правильно?	2019
- Можно ли выслушивать молитвенное правило?	2019
- О готовности отдать жизнь за Христа, или Чему церковная бабуся научила филолога	2019
- Зачем православие заставляет меня прощать насильников и убийц?	2019
- Пасха Христова: У смерти ничего не выйдет. ВЕЛИКАНОВ Павел, протоиерей, ЛЕГОЙДА Владимир	2019
- Зачем священник завел дома червей. О том, как организовать экомир у себя дома.	2019
- Если Христос воскрес, то почему я умру? — и другие заковыристые вопросы про Пасху	2020
- Протоиерей Павел Великанов отвечает на вопросы о Великом посте	2020
- Как настроить себя на Великий пост: 3 совета от протоиерея Павла Великанова	2020
- Как правильно и как неправильно молиться: 12 правил от протоиерея Павла Великанова	2020
- Сглаз долой: почему Церковь не принимает механизмы магии	2020
- Богооставленность: Бог за рамками системы. Если когда-нибудь в жизни мы поднимали глаза, полные слез, к Небу, и кричали: «Господи, за что?…»	2015
- Вход Христа в Иерусалим: не воцарение, а Крест. Почему Божественная кротость — это не слабость, а спасающая сила? Протоиерей Павел Великанов размышляет над евангельским повествованием, читаемым на литургии Вербного Воскресенья.	2015
- Научиться у Христа не жалеть самого себя. О евангельском чтении — протоиерей Павел Великанов.	2015
- Христос и Левий Алфеев: увидеть огонек в душе грешника. Что является причиной осуждения нами людей? Протоиерей Павел Великанов размышляет над евангельским повествованием, читаемым на литургии третьего воскресенья Великого поста.	2015
- Загадка Страшного суда. О том, что такое Страшный Суд и почему ему изумлялись как грешники, так и праведники — в беседе протоиерея Павла Великанова о евангельском чтении на литургии.	2015
- Крещение Господне: глыба греха и камертон Истины. Евангельское чтение литургии комментирует протоиерей Павел Великанов.	2015
- Возвращение обратно в отчий дом — это вовсе не легкий поступок. Почему отцовская любовь сильнее сыновнего греха, и отчего опечалился старший сын — в беседе протоиерея Павла Великанова о евангельском чтении на литургии.	2015
- Почему Бог допускает явное беззаконие? Евангельское чтение литургии комментирует протоиерей Павел Великанов.	2015
- Наша задача — следовать за Христом. Евангельское чтение литургии комментирует протоиерей Павел Великанов.	2014
- О милосердном самарянине и памяти о других. Евангельское чтение литургии комментирует протоиерей Павел Великанов.	2014
- Четыре шага на пути к христианству. Протоиерей Павел Великанов делится мыслями от прочтения интервью с актёром и музыкантом Петром Мамоновым.	2014
- О дочери Иаира и испытании веры. Евангельское чтение литургии комментирует протоиерей Павел Великанов.	2014
- Притча о сеятеле: насколько Слово Божие будет живым и действенным в нашем сердце? Евангельское чтение литургии комментирует протоиерей Павел Великанов.	2014
- Исцеление бесноватого: какой путь выберем? Евангельское чтение литургии комментирует протоиерей Павел Великанов.	2014
- Когда больше нет надежды: О воскрешении сына вдовы. Евангельское чтение литургии комментирует протоиерей Павел Великанов.	2014
- Как не впасть в уныние? Мы вновь и вновь приходим на исповедь, но от грехов избавиться не можем? Как тут не впасть в уныние? На вопрос отвечает протоиерей Павел Великанов.	2012
- Процесс церковного управления переходит на новый уровень. Комментарий: традиционный доклад правящего епископа столицы Святейшего Патриарха Московского и всея Руси Кирилла на Епархиальном собрании города Москвы прокомментировал протоиерей Павел Великанов.	2011
- Прощёное Воскресение. Почему Бог хочет, чтобы мы прощали других и зачем нам самим нужно прощать в беседе протоиерея Павла Великанова о евангельском чтении на литургии.	2015
- У христиан есть самый лучший банк. Что означают слова «Не можете служить Богу и маммоне»? Значит ли это, что человек не должен работать? О евангельском чтении рассуждает протоиерей Павел Великанов.	2015
- О любви к врагам. Обижают тебя — терпи. Не возвращают тебе деньги — прости. Поднимается в душе волна праведного гнева перед лицом очевидного греха — успокойся.	2014
- О немилосердном взаимодавце: милость вместо долга. Евангельское чтение литургии комментирует протоиерей Павел Великанов.	2015
- Прот. Павел Великанов: То, что Бог — прежде всего «Милость», а уже в последнюю очередь «Справедливость», может говорить о нравственном дисбалансе в душе. Протоиерей Павел Великанов комментирует результаты социологического опроса.	2011
- Самое главное призвание. Евангельское чтение литургии комментирует протоиерей Павел Великанов.	2015
- Притча о званых или Когда другого раза может и не быть. Насколько отличается наше представление о самих себе от того, как видит нас Бог? Евангельское чтение литургии комментирует протоиерей Павел Великанов.	2014
- Десятый прокаженный и важнейшее качество христианина. Евангельское чтение литургии комментирует протоиерей Павел Великанов.	2014
- Наибольшая заповедь и индикаторы душевной теплоты. Евангельское чтение литургии комментирует протоиерей Павел Великанов.	2015
- Притча о безумном богаче: «В чём измеряется счастье?» Евангельское чтение литургии комментирует протоиерей Павел Великанов.	2014
- Об исцелении скорченной женщины, исцеленной в субботу. Евангельское чтение литургии комментирует протоиерей Павел Великанов.	2014
- Беседа о самарянке: Настоящее поклонение Богу. Чему учит нас история о самарянке? Евангельское чтение литургии комментирует протоиерей Павел Великанов.	2015
- Как узнать, несём ли мы свой крест? Почему именно крест стал главным символом христианской веры? Евангельские чтение, которое мы слышим во время Божественной литургии в праздник Крестовоздвижения, комментирует протоиерей Павел Великанов.	2015
- Чудеса Христовы — почему злились фарисеи? Евангельское чтение литургии комментирует протоиерей Павел Великанов	2015
- Великий понедельник. Мост над пропастью греха. В авторской передаче Инны Орловой «Мелиса пчела» протоиерей Павел Великанов рассказывает о Страстной Седмице и подготовке к Пасхе — день за днём.	2016
- Время подойти к зеркалу. Протоиерей Павел Великанов отвечает на вопросы о Великом посте.	2016
- Прот. Павел Великанов: Историю Украины теперь делают часы и минуты	2014
- Неверный путь виноградарей. Евангельское чтение литургии комментирует протоиерей Павел Великанов	2015
- «Отойди от Меня, сатана!»: когда разум и воля на пределе. Евангельское чтение литургии комментирует протоиерей Павел Великанов	2015
- Притча о богаче и Лазаре: Где тот самый Лазарь в нашем сердце? Евангельское чтение литургии комментирует протоиерей Павел Великанов	2014
- Родословие Иисуса Христа: о главном подарке будущим поколениям. Как пресечь «дурную наследственность» и какой духовный подарок оставить потомкам? Евангельское чтение литургии комментирует протоиерей Павел Великанов.	2015
- Брак — таинство и радость открывания другого. Евангельское чтение литургии комментирует протоиерей Павел Великанов	2015
- Не нужно бояться маловерия! Евангельское чтение литургии комментирует протоиерей Павел Великанов	2015
- Коронавирус: тест на любовь к ближнему. Протоиерей Павел Великанов — о том, как требования гигиенической безопасности испытывают нашу веру, и почему наша небрежность к ближнему в эти дни может стать роковой.	2020
- Разум в Церкви: реальное Присутствие	2011
- О том, к чему приведет тенденция рассматривать пост как модную диетическую практику, Правмиру рассказал протоиерей Павел Великанов, доцент Московской духовной академии, главный редактор научно-богословского портала Богослов.Ru.	2014
- Рисковать — так с Богом. Протоиерей Павел Великанов пишет о том, как и почему Авраам шел к горе, чтобы убить собственного сына, и приходит к выводу, что вера не дает гарантированного результата. И это сам по себе рискованный вывод.	2014
- Сила в немощи. Когда приходит беда — отворяй ворота. Не отворишь — и остального забора лишишься. Но отворять можно очень по-разному.	2012
- Исцеление Христом бесноватого отрока: Вера — это риск? Каковы ставки в вопросах веры? И что получает тот, кто доверял Богу до конца? Протоиерей Павел Великанов объясняет смысл евангельского чтения, которое мы слышим на литургии.	2015
- Наркокультура как разновидность псевдорелигиозности (Сергиев Посад, 2003 г., http://vdvp.dax.ru/news.htm Архивная копия от 27 января 2018 на Wayback Machine)	2003
- Царство Небесное или Небесный супермаркет? // Психотехнологии в бизнесе и политике, 03.2004. (http://www.psycho.ru/press/599.html Архивная копия от 19 апреля 2016 на Wayback Machine)	2004
- Рационализация грехов. Комментарий на Первое послание к Коринфянам святого апостола Павла. 1 Кор., 132 зач., IV, 17 — V, 5.	2020
- «Убогий аспект Церкви — это каждый из нас… Мы уже в Церкви и мы ещё на пути к ней». Проблемы и вызовы. Размышления на тему «Общество и Церковь: вызовы и ответы».	2020
- Малодушие Петра, как путь преодоления кризиса. Комментарий на Послание к Галатам святого апостола Павла. Гал., 202 зач., II, 11-16; Гал., 204 зач., II, 21 — III, 7.	2020
- Молиться за власть любого уровня. Так сказал апостол Павел. Комментарий на Первое послание к Тимофею святого апостола Павла. 1 Тим., 282 зач., II, 1-7.	2020
- Святой Спиридон. Картина или икона	2020
- Ибо если я огорчаю вас, то кто обрадует меня, как не тот, кто огорчен мною? Комментарий на Второе послание к Коринфянам святого апостола Павла. 2 Кор., 170 зач., I, 21 — II, 4.	2020
- Благообразное мельтешение икон	2020
- Христианство — не про счастье. Хотим ли мы, православные христиане, чтобы наша вера была комфортной? Конечно же, да! Обещал ли Христос этого? Конечно же, нет!	2020
- Ребёнок в храме. Подросток в храме(?) Надолго ли?	2020
- «А не хотите ли и вы — уйти?»… Если внимательно вчитаться в Евангелие и вдуматься во все слова Христа о Царствии Божием, становится очевидным: именно это учение стало роковым для Его земной жизни.	2020
- «Упразднитеся и разумейте, яко Аз Есмь Бог». Доверие и вера. «Талифа куми!» Вспомним сюжет о воскрешении дочери одного из начальников синагоги — Иаира.	2020
- Порядок — путеводитель к Богу. Церковь экологии. Как можно воспитать в современном человеке внимание к окружающему миру и почему Церковь сегодня тоже призывает к изменению отношения к Божьему творению — окружающему нас миру.	2020
- Вершины духовного альпинизма. Соединен ли ты с женой? не ищи развода. Остался ли без жены? не ищи жены. Комментарий на Послание апостола Павла. 1 Кор., 138 зач., VII, 24-35.	2020
- Любовь 2.0. Мы точно знаем, какими будут отношения нашего ребёнка с… Кто из нормальных, любящих своих детей родителей, не болеет сердцем о том, как сложится личная жизнь ребёнка?	2020
- Идолы и глупость. Уважать или сопротивляться? Комментарий на Послание апостола Павла. 1 Кор., 139 зач., VII, 35 — VIII, 7.	2020
- Молиться правильно. Как это?	2020
- Вакцина от страха перед будущим, перед смертью, от страха одиночества. Что такое страх Божий.	2020
- Андрей Рублев. Любовь, ждущая ответа.	2020
- Магия и христианство. Иные реальности существуют.	2020
- Абсолютное благо Бога против самости человеческой. Комментарий на Послание к Римлянам святого апостола Павла (Рим., 108 зач., XII, 1-3)	2020
- Современное духовничество. Отец Кирилл Павлов: между чадом и Богом. Старцы и старички.	2020
- Преумножение милости и покоя. Комментарий на Послание апостола Петра. 1 Пет., 58 зач., I, 1-2, 10-12; II, 6-10.	2020
- Он не просто «перестал умирать» — но Своей смертью «попрал смерть». Комментарий на Деян., 1 зач., I, 1-8.	2020
- Как найти троянского коня в мире искусства. К вопросу о том, как рождаются произведения искусства и как появляются пустышки, к культуре имеющие мало отношения, можно подойти с богословской точки зрения.	2020
- Эго и личность. Духовность — игра в одни ворота?	2020
- Кризис: когда ощущаешь себя в Церкви чужаком…	2020
- Что общего между каской солдата и митрой архиерея?	2020
- Свобода там, где Дух. Но везде ли Дух?… О свободе в её христианском понимании, и как её правильно понимать.	2020
- Слушать — или слышать? Почему даже в Церкви люди не умеют разговаривать друг с другом?	2020
- Все позволительно, но все ли полезно? Сегодня актуальной стала проблема, которую сформулировал ещё апостол Павел в Первом послании к Коринфянам. Всё мне позволительно, но не всё полезно, ничто не должно обладать мной.	2020
- Как работает все преображающий Божественный свет. Толкование на книги Ветхого завета. Книга пророка Исайи, Глава 2, стихи 3-11.	2020
- Почему мы так боимся Бога и считаем добродетель чем-то недостижимым?	2020
- Книга пророка Исайи: тысяча лет, а проблемы все те же. Ржавчина греха разьедает. Толкование на книги Ветхого завета. Книга пророка Исайи, Глава 1, стихи 19-31, Глава 2, стихи 1-3	2020
- Богословская беспомощность и страх ошибиться	2020
- Наступит ли момент, когда в Церкви не богословствовать будет странно? bogoslov.ru	2020
- Богословие архитектуры. Гауди смыслов. Заметки	2020
- Гениальный богослов XX века, старец архимандрит Эмилиан (Вафидис). Заметки	2020
- Жестокость апостола Павла. Комментарий к посланию Гал., 199 зач., I, 3-10.	2020
- Цифровая матрица мира. Осмысленность дерзаний	2020
- Икона. Пространственно-временная безграничность. Размышление на тему.	2020
- Афонское: монашество, памятники, стиль жизни. Искренность Силуана Афонского	2020
- Психология в духовных академиях? (Не) может быть	2020
- Зачем это все будущим батюшкам?	2020
- Учитесь любить себя. Где найти истинного «Я»	2020
- Дотянуться до небес	2020
- Мессионерская беспомощность Апостола Павла. Комментарий на Деян., 51 зач., XXVIII, 1-31.	2020
- Бог никуда и не исчезает. Он вмешивается только тогда, когда по-иному уже никак невозможно. Комментарии к Евангелию, деяниям Апостолов и посланиям Апостолов. Деян., 50 зач., XXVII, 1-44.	2020
- «Не весте, коего духа еста…»	2020
- Пасха 2020, или автономно пилотируемый корабль	2020
- Бьющему по щеке, подставь и другую	2020
- Коронавирус и гипоксия духа. «Всё — дыхание (hebel)» (Еккл. 1:2). Вдох — выдох. Вдох — выдох. Вдох — выдох. Так дышит всё, что живёт.	2020
- Отпускать всегда больно	2020
- Нет пользы от гнева. С годами по-иному начинаешь осознавать уроки о. Кирилла (Павлова).	2020
- Мир сей — мост… «Мир сей — мост: проходи по нему и не строй себе дома» — такой аграф Христа, как говорят, написан на одном мосту в Индии.	2020
- Зачем вообще молиться? Разговор с Богом на «ты»	2020